# Cascades Ncandu
Les cascades Ncandu són unes cascades al riu Ncandu, al nord de KwaZulu-Natal (Sud-àfrica), a 12 km la ciutat de Newcastle.